# Specjalna Komisja Mieszana
Specjalna Komisja Mieszana (Специальная Смешанная Комиссия), Mieszana Polsko-Sowiecka Komisja Specjalna – jeden z organów wykonawczych zawartego traktatu ryskiego.
Komisja została powołana na podstawie artykułu Art. XI, pkt. 15 Traktatu ryskiego celem restytucji dóbr kultury i archiwaliów stron Traktatu.
W skład Specjalnej Komisji Mieszanej weszły delegacje, pełniąc swoje funkcje również w Mieszanej Komisji Reewakuacyjnej – polska oraz rosyjsko-ukraińsko-białoruska.
Prezesami polskiej delegacji byli 
- Antoni Olszewski (1921-1922)
- dr Edward Kuntze (1923-1935)

prezesami delegacji rosyjsko-ukraińsko-białoruskiej 
- prof. Otto Szmidt (1921)
- Piotr Wojkow (1921-1926)
- Herman Lazaris (1927-1928)
- Mikołaj Kołczanowski (1928)

Główna Komisja rezydowała w Moskwie, delegatury - w Warszawie i Piotrogrodzie.
Powołano podkomisje:
- Podkomisja Muzealna
- Podkomisja Bibliotek i Archiwów Historycznych oraz pomocy naukowej
- Podkomisja Archiwów Administracyjnych